# Libonik
Libonik là một xã trong quận Korçë thuộc hạt Korçë, Albania. Dân số năm 2005 là 11308 người.